# جناس لاحق
اللاحق من الجناس ما يكون باختلاف اللفظين في حرفين، مع بعد مخرجهما. مثاله الآية الأولى من سورة الهمزة ﴿ويل لكل همزة لمزة﴾. خلافه الجناس المضارع.